# 詹珊
詹珊（1508年—？），字廷佩，號崑峯，江西饒州府浮梁縣人，民籍，明朝政治人物。

## 生平
嘉靖二十五年（1546年）丙午科江西鄉試第七十一名舉人。嘉靖二十六年（1547年）中式丁未科會試第一百十九名，登第三甲第二百零三名進士。吏部觀政，授兴化府教授，升国子监助教、刑部主事、员外郎、郎中，降武定州同知，遷庐州府通判、绍兴府同知、柳州府知府。

## 家族
曾祖詹祿興；祖父詹燦；父詹時，母李氏。严侍下。子士敬、士效、士敏、士政。